# Správce pozůstalosti
Správce pozůstalosti je fyzická nebo právnická osoba vykonávající správu pozůstalosti nebo její části v období mezi úmrtím zůstavitele a skončením pozůstalostního řízení (tj. právní mocí usnesení o dědictví). Správce pozůstalosti je ten, koho zůstavitel pověřil, aby po jeho smrti samostatně obstarával až do vyřízení dědictví záležitosti spojené s děděným majetkem. Stanovení správce dědictví se hodí hlavně pro podnikatele, kteří vlastní zcela nebo zčásti nějaký podnik. Tímto opatřením mohou předejít případným nenahraditelným škodám vyplývajícím z ochromení chodu podniku, nebo i ze sporů dědiců. Chrání také zůstavitele a dědice před neuváženým nebo vynuceným jmenováním nevhodné osoby, která by pak měla s majetkem disponovat.
Institut správce pozůstalosti znala právní úprava účinná do 31. prosince 2013 jako správce dědictví, jeho obsah byl přejat do nové právní úpravy prakticky beze změn. Pouze označení ukazuje, že v této funkci jde o správu pozůstalosti, nikoli dědictví, protože dědictvím je pozůstalost jen vzhledem k dědicům, zatímco v tomto případě správce spravuje jmění, které zůstavitel zanechal, nejen v zájmu dědiců, ale i jiných osob (odkazovníků a dalších věřitelů apod.).

## Povolání správce pozůstalosti a vykonavatele závěti
Zůstavitel může povolat správce pozůstalosti sám, a to formou veřejné listiny (notářský zápis). Povolaný správce pozůstalosti se nemusí účastnit sepisování této veřejné listiny u notáře. Zde je rozdíl oproti předchozí právní úpravě, ve které byl v občanském zákoníku z roku 1964 potřebný souhlas povolaného správce dědictví s ustanovením do této funkce. Podle nového občanského zákoníku se již nevyžaduje souhlas předem, dokonce jmenovaný ani nemusí vědět o tom, že byl pro toto povolání zůstavitelem vybrán. V notářském zápise zůstavitel určí, jak velkou část pozůstalosti bude správce spravovat. Zůstavitel zde určí jeho povinnosti. Může zde uvést, jak bude odměňován. Při pověření vykonávání správce pozůstalosti je dobře, když zůstavitel má na paměti organizační schopnosti, odborné znalosti a případně jiné zkušenosti, které jsou vhodné k vykonávání správce pozůstalosti.
Správce pozůstalosti může být kdokoliv, koho nominuje zůstavitel pozůstalosti, může to být i právnická osoba a v případě, že pozůstalost má připadnout státu jako odúmrť, může být správcem pozůstalosti stát – Česká republika. Novým institutem, se kterým se v českém právním řádu lze setkat, je vykonavatel závěti.

### Rozhodnutí zůstavitele povolat jen správce pozůstalosti
Správce pozůstalosti povolává zůstavitel formou veřejné listiny, ve které určuje rozsah povinností a to buď celé pozůstalosti, nebo jen některé části. Veřejnou listinou se míní notářský zápis. Zůstavitel má právo povolat vice správců pozůstalosti, ale každý z nich musí mít na starosti jinou část pozůstalosti. Je nepřípustné, aby několik správců pozůstalosti obhospodařovalo stejnou část pozůstalosti.

### Rozhodnutí zůstavitele povolat jen vykonavatele závěti
Vykonavatel závěti je uveden v poslední vůli zůstavitele, může ho ustanovit do této funkce jen pořizovatel závěti a to pouze závětí. Zpravidla se jedná o osobu blízkou zůstaviteli, ale může to být i notář, nebo advokát. V jedné závěti může být zůstavitelem jmenováno i více vykonavatelů závěti. Odvolat vykonavatele závěti z jeho funkce je velmi problematické. V českém právním řádu je vykonavatel závěti spíše duplicitou správce pozůstalosti. Jmenovaný vykonavatel závěti řádně dbá na všechny odkazy a pokyny v poslední vůli zůstavitele, má také právo před soudem hájit platnost závěti. Pokud zůstavitel závětí nepovolal správce pozůstalosti, pak tato funkce přináleží správci závěti, pokud soud nerozhodne o jiném opatření. Vykonavatel závěti může být fyzickou nebo právnickou osobou a tato funkce nemůže přejít na další osobu.

### Rozhodnutí zůstavitele povolat vykonavatele závěti a také správce pozůstalosti
Pokud se zůstavitel rozhodl povolat vykonavatele závěti a i správce pozůstalosti, pak správa pozůstalosti patří do kompetence vykonavatele závěti a správce pozůstalosti se řídí jeho pokyny do doby, než pozůstalostní soud rozhodne o jiném opatření.

### Zůstavitel nezanechal závěť a nepovolal správce pozůstalosti veřejnou listinou
Pokud zůstavitel nezanechal závěť a neurčil správce závěti a ani nepovolal správce pozůstalosti veřejnou listinou, pak spravují pozůstalost dědicové. Oni sami však nemohou jmenovat nikoho třetího. O jmenování správce pozůstalosti v tomto případě rozhodne pozůstalostní soud. Spravovat pozůstalost mohou jen dědicové, nebo jediný dědic. Musí však být jasně prokázáno, že nejsou pochybnosti o jejich či jeho dědickém titulu.

### Ustanovení správce pozůstalosti soudem
Pokud není zůstavitelem určen žádný správce pozůstalosti, nebo vykonavatel závěti, nebo nominovaný správce pozůstalosti odmítne tuto funkci, nebo správce není způsobilý se ujmout tohoto povolání a dědicové nejsou schopni spravovat pozůstalost sami, pak soud v součinnosti s dědici okamžitě přistoupí ke jmenování nového správce pozůstalosti. V tomto případě tak může učinit každý okresní soud, protože hrozí nebezpečí z prodlení.
Soud také může ustanovit vice správců pozůstalosti; činí tak usnesením, ve kterém se uvádí rozsah spravovaného majetku. Je zde podmínka, že správce pozůstalosti musí souhlasit s tímto jmenováním.

### Zahájení výkonu funkce správce pozůstalosti
Povolaný správce pozůstalosti začne se správou pozůstalosti ihned, jakmile se dozví o zůstavitelově smrti, musí však oznámit tuto skutečnost příslušnému soudu. Pokud tak sám neučiní, vyzve ho soudní komisař k činnosti. Jestliže jmenovaný správce pozůstalosti nechce, nebo nemůže vykonávat tuto funkci, může ji odmítnout a také pro to není nijak postihován.

## Povinnosti správce pozůstalosti

### Prostá správa
Správce pozůstalosti, pokud vykonává jen správu prostou, činí vše k zachování cizího majetku, přistupuje k této funkci s péčí řádného hospodáře. Účelem prosté správy je především zachování majetku, tak, jak byl v době smrti zůstavitele. K této správě nepotřebuje správce pozůstalosti souhlas dědiců nebo pozůstalostního soudu.

### Správa plná
V tomto případě bude správce pozůstalosti potřebovat souhlas všech dědiců a souhlas pozůstalostního soudu k tomu, aby mohl vykonávat plnou správu pozůstalosti a umožnit dědicům užívat majetek po zůstaviteli ještě před ukončením pozůstalostního řízení. Pokud správce pozůstalosti získá tento souhlas, má větší pravomoci a může nakládat se svěřeným majetkem tak, aby v zájmu beneficienta majetek rozmnožil (§ 1679 a § 1680 občanského zákoníku).
V průběhu pozůstalostního řízení, které může trvat i několik let, se může stát, že dědic bude chtít disponovat se svým dědickým právem (pak by se jednalo o tzv. zcizení majetku). V tomto případě bude správce pozůstalosti potřebovat souhlas všech dědiců a souhlas pozůstalostního soudu k tomu, aby mohl vykonávat plnou správu a umožnit dědicům užívat majetek po zůstaviteli ještě před ukončením dědického řízení. Pokud správce pozůstalosti získá tento souhlas, má větší pravomoci a může nakládat se svěřeným majetkem tak, aby v zájmu beneficienta majetek rozmnožil (§ 1408 a § 1409 občanského zákoníku).